# Stereophyllum lepidopiloides
Stereophyllum lepidopiloides är en bladmossart som beskrevs av Roelof J.van der Wijk och Margadant 1959. Stereophyllum lepidopiloides ingår i släktet Stereophyllum och familjen Stereophyllaceae. Inga underarter finns listade i Catalogue of Life.